# Geschwister-Scholl-Gesamtschule (Solingen)
Die Geschwister-Scholl-Gesamtschule (Eigenbezeichnung Scholle) ist eine Gesamtschule im Solinger Stadtteil Ohligs. Sie ist nach den Geschwistern Scholl benannt. Die Schule ist auf zwei Standorte aufgeteilt. Am Standort Uhlandstraße im Stadtteil Aufderhöhe befinden sich die fünften bis siebten Klassen, an der Querstraße in Ohligs werden die achten bis zehnten Klassen und die Oberstufe unterrichtet.

## Geschichte
Die Geschwister-Scholl-Gesamtschule ging aus dem gleichnamigen Gymnasium hervor, das im Zuge der Errichtung der Gesamtschule aufgelöst wurde. Im Schuljahr 2009/2010 nahm die Schule den Ganztagsbetrieb auf. Ursprünglich war die Schule als Lyzeum Ohligs in der damals selbständigen Stadt gegründet worden.
2023 besuchten einschließlich der gymnasialen Oberstufe etwa 1.100 Schüler die Gesamtschule.

## Fremdsprachen
Die Scholle bietet als einzige weiterführende Schule in Solingen Italienisch als zweite Fremdsprache ab der achten, bzw. elften Klasse an. Neben Italienisch wird auch Französisch ab der sechsten Klasse angeboten.

## Internationale Beziehungen / Schüleraustausch
Die Geschwister-Scholl-Gesamtschule ermöglicht den Schülern während ihrer Schullaufbahn mehrere Austauschprogramme. So wird den Schülern angeboten, in Klasse 8 eine Reise nach England zu unternehmen und dort in einer Gastfamilie zu leben. Für die Schüler ab Klasse 10 wird ein Schüleraustausch nach Palermo (Italien) sowie ein Auslandspraktikum in Cefalù (Italien) angeboten. Die Französischkurse unternehmen Reisen nach Verviers (Belgien) für die jüngeren sowie nach Liège (Belgien) für die älteren Schüler.

## Sonstiges
Die Geschwister-Scholl-Schule organisiert jährlich zum 22. Februar den Weiße-Rose-Tag, einen Projekttag als Zeichen gegen Rassismus, in dem den Schülern die Möglichkeit gegeben wird, mehr über die Geschwister Scholl und ihr Engagement gegen das nationalsozialistische Regime im Dritten Reich zu erfahren. Es werden Mahn- und Gedenkstätten besucht, wie der Jüdische Friedhof Solingen, und Zeitzeugen in die Schule eingeladen. Die gleichnamige Weiße Rose AG befasst sich inner- sowie außerschulisch tiefer mit dem Thema und organisiert Fahrten zu NS-Gedenkstätten.
Die Geschwister-Scholl-Schule wurde 2022 von der Jury des Deutschen Schulpreises zu einer der Top-20-Schulen in Deutschland gewählt.

## Ehemalige Schüler
- Gabi Fechtner (* 1977), Politikerin (MLPD)
- Gertrud Kortenbach (1924–1960), Künstlerin, zeitweise (Reifeprüfung an August-Dicke-Schule)